# Tore Ørjasæter
Tore Ørjasæter, né le 3 mars 1886 et mort le 29 février 1968, est un éducateur et poète norvégien.

## Biographie
Ørjasæter est né à Skjåk, dans le Comté d'Oppland, en Norvège. Fils d'enseignant, il fréquente l'université populaire de Voss et obtient son diplôme d'enseignant avant de devenir écrivain.
La poésie d'Ørjasæter est écrite en Nynorsk dans la tradition folklorique norvégienne. Son écriture est influencée par Ivar Aasen, Aasmund Olavsson Vinje et Per Sivle (en). Comme ceux-ci, il est préoccupé par la modernisation de la société traditionnelle et le conflit entre l'individu et la communauté, mais il diffère de ces poètes par une attitude plus positive envers la nouvelle société. Vers la fin de sa vie, il commence également à expérimenter une écriture plus « moderne ». Le poème Gudbrand Langleite est considéré comme son œuvre principale,.

## Vie privée
Ørjasæter se marie en 1921 avec Aaslaug Skaaden (1896–1988). Il est le père du critique littéraire Jo Ørjasæter (no) (1925- 2006) et le beau-père du professeur Tordis Ørjasæter (en).

## Œuvres
Liste non exhaustive :
Poésie
- Ættar-arv, 1908
- I dalom, 1910
- Manns kvæde, 1915
- Skiringsgangen, 1925
- Elvesong, 1932
- Livsens tre, 1945

Trilogie
- Gudbrand Langleite, 1913
- Bru-millom, 1920
- Skuggen, 1927

Pièce de théâtre
- Christophoros, 1948
- Den lange bryllupsreisa, 1949

## Récompenses
- 1929 : Statens kunstnerlønn
- 1946 : Dotation Gyldendal (Gyldendals legat)
- 1952 : Prix Dobloug
- 1957 : Prix de la culture Gudbrandsdal
- 1968 : Prix Melsom (Melsom-prisen)